# Sterling Marlin
Sterling Burton Marlin, född den 30 mars 1957 i Columbia, Tennessee, är en amerikansk racerförare.

## Racingkarriär
Marlin gjorde sin debut i Nascar Winston Cup 1976, men det tog många år innan han blev en racevinnare i serien. Han blev årets rookie 1983, vilket ända fram till 1994 var hans främsta merit. Då vann han den prestigefyllda premiären Daytona 500, vilket han upprepade 1995, och blev därmed en av enbart tre förare som vunnit tävlingen två år i rad. Marlins bästa placeringar totalt var 1995 och 2001. Båda dessa år slutade han på en sammanlagd tredjeplats. Han körde sin sista fulltidsäsong 2006, då han slutade på en 34:e plats. Efter det körde han ett par år på deltid.

### Segrar Nascar Sprint Cup
| Nr | Bana        | År   |
| -- | ----------- | ---- |
| 1  | Daytona 500 | 1994 |
| 2  | Daytona 500 | 1995 |
| 3  | Darlington  | 1995 |
| 4  | Talladega   | 1995 |
| 5  | Talladega   | 1996 |
| 6  | Talladega   | 1996 |
| 7  | Brooklyn    | 2001 |
| 8  | Charlotte   | 2001 |
| 9  | Las Vegas   | 2002 |
| 10 | Darlington  | 2002 |